# Elsham
Elsham – wieś w Anglii, w hrabstwie ceremonialnym Lincolnshire, w dystrykcie (unitary authority) North Lincolnshire. Leży 42 km na północ od Lincoln i 234 km na północ od Londynu.